# Aranguren
Aranguren és un municipi de Navarra, a la comarca de Cuenca de Pamplona, dins la merindad de Pamplona. Comprèn els concejos i barris d'Aranguren, Góngora - Gongora, Ilundáin - Ilundain, Labiano, Laquidáin - Lakidain, Mutilva Alta - Mutiloagoiti, Mutilva Baja - Mutiloabeiti (capital), Tajonar - Taxoare i Zolina.

## Topònim
El significat etimològic d'Aranguren és vall bella. (H)aran significa vall en basc i guren és una paraula ja arcaica d'aquest idioma que significava ufanós o bell.

## Demografia
| 1897 | 1900 | 1930 | 1940 | 1950 | 1960 | 1970  | 1975  | 1981  | 1991  | 1999  |
| ---- | ---- | ---- | ---- | ---- | ---- | ----- | ----- | ----- | ----- | ----- |
| 934  | 940  | 956  | 925  | 935  | 953  | 1.107 | 1.118 | 1.251 | 1.608 | 3.485 |